# 日米相互防衛援助協定等に伴う秘密保護法
日米相互防衛援助協定等に伴う秘密保護法（にちべいそうごぼうえいえんじょきょうていとうにともなうひみつほごほう、昭和29年6月9日法律第166号）は、日米同盟特別防衛秘密の秘密保護に関する日本の法律である。法律名が長いため秘密保護法と省略されることもある。
1954年（昭和29年）6月9日に公布された。

## 主務官庁
- 防衛省防衛政策局日米防衛協力課

## 概要
日本国とアメリカ合衆国との間の相互防衛援助協定（日米相互防衛援助協定、MSA協定）第3条の規定「各政府は、この協定に従つて他方の政府が供与する秘密の物件、役務又は情報についてその秘密の漏せつ又はその危険を防止するため、両政府の間で合意する秘密保持の措置を執るものとする」に基づいて制定された国内法である。
日本国とアメリカ合衆国との間の相互協力及び安全保障条約日米同盟に関する特別防衛秘密について、特別防衛秘密を取り扱う国の行政機関の長は保護上必要な措置を講じることが規定されている。
また、特別防衛秘密を探知や収集をした者や特別防衛秘密を他人に漏らした者に対して刑事罰が設けられており、特別防衛秘密は国家公務員法や自衛隊法の守秘義務違反より重い刑事罰が規定されている。
2007年に発覚したイージス艦情報漏洩事件で同法が初めて適用された。

## 定義
- 特別防衛秘密

- 日米相互防衛援助協定等

- 装備品等